# Riad Garcia
Riad Garcia Pires Ribeiro, conosciuto semplicemente come Riad (Rio de Janeiro, 2 ottobre 1981), è un pallavolista brasiliano, centrale del Suzano.

## Carriera
La sua carriera iniziò nel 1998 nelle giovanili del Flamengo, squadra di Rio de Janeiro. Esordì in Superliga (il massimo campionato brasiliano) nel 2000, con il Burge Barao. Dopo due anni si trasferì nell'Ulbra, dove nel 2003 vinse lo scudetto. La sua carriera in patria continuò giocando a Novo Hamburgo e a Florianópolis.

Arrivò in Italia nella stagione 2006-07, precisamente alla Bre Banca Lannutti Cuneo, dove vinse la regular season ma venne sconfitto nelle semifinali dei play-off. L'anno successivo giocò nella Top Volley di Latina, ma la stagione vide la formazione laziale retrocedere in Serie A2.
Con già pronto un biglietto aereo di sola andata per il Brasile, venne contattato nel maggio 2008 dai campioni d'Italia della Trentino Volley. A causa della norma che contingenta l'uso dei giocatori stranieri nel campionato italiano, il centrale brasiliano venne utilizzato quasi esclusivamente in Champions League, trofeo che la formazione trentina vinse il 5 aprile 2009 a Praga.
La sua avventura in Trentino sembrò essere terminata dopo solo una stagione; infatti non li venne rinnovato il tesseramento per l'anno successivo. Durante l'estate del 2009 si sottopose ad un'operazione al ginocchio destro, per riprendersi completamente da un infortunio. Superate le prime fasi della riabilitazione, e ancora senza squadra, ritornò a Trento, dove poté tornare ad allenarsi con la sua vecchia squadra. Il 23 novembre, a margine della conferenza stampa indetta per la presentazione della nuova edizione della Champions League, venne comunicato il nuovo tesseramento del giocatore con la Trentino Volley. Anche in questo caso poté essere utilizzato solamente nella competizione europea: e proprio in ambito europeo, il 2 maggio 2010 conquistò assieme ai compagni la sua seconda Champions League.
Nel maggio del 2010 visse una breve esperienza nel campionato del Qatar, venendo ceduto in prestito mensile al Qatar Sports Club insieme al compagno di club Osmany Juantorena. Con la squadra qatariota arrivò in finale di Emir Cup, dove però venne sconfitto dall'Al Rayan, che a sua volta aveva preso in prestito giocatori del calibro di Wout Wijsmans e Ivan Miljković.
Con la maglia della nazionale ha vinto due medaglie d'oro nei mondiali giovanili, mentre con la formazione maggiore ha conquistato la medaglia d'argento alla Coppa America 2007.

## Palmarès

### Club
- Campionato brasiliano: 2

2002-03,  2012-13
- Campionato italiano: 1

2010-11
- Coppa Italia: 1

2009-10
- Campionato Paulista: 3

2019
- Supercoppa brasiliana: 1

2019
- Campionato mondiale per club: 1

2010
- Champions League: 3

2008-09, 2009-10, 2010-11

### Nazionale (competizioni minori)
- Campionato mondiale Pre-Juniores 1998
- Campionato mondiale Juniores 2001

### Premi individuali
- 2015 - Superliga Série A: Miglior muro